# José Miguel Álvarez
José Miguel Álvarez Pozo, (nacido el 26 de noviembre de 1949) fue un exjugador de baloncesto cubano. Fue medalla de bronce con Cuba en los Juegos Olímpicos de Múnich 1972.